# Gmina Portëz
Gmina Portëz (alb. Komuna Portëz) – gmina położona w środkowo-zachodniej części Albanii. Administracyjnie należy do okręgu Fier w obwodzie Fier. W 2011 roku populacja gminy wynosiła 8259 osób w tym 4061 kobiety oraz 4198 mężczyzn, z czego Albańczycy stanowili 70,41% mieszkańców, Arumuni 1,55%, Romowie 0,74%. 
W skład gminy wchodzi sześć miejscowości: Portëz, Mbyet, Plyk, Kraps, Lalar, Patos Fshat.